# Vieux guitariste aveugle
Vieux guitariste aveugle (Velho guitarrista cego em português) é uma pintura do espanhol Pablo Picasso, concebida por este no ano de 1903.
O oléo sobre madeira, está, atualmente, no Instituto de Arte, em Chicago.